# Luksografia

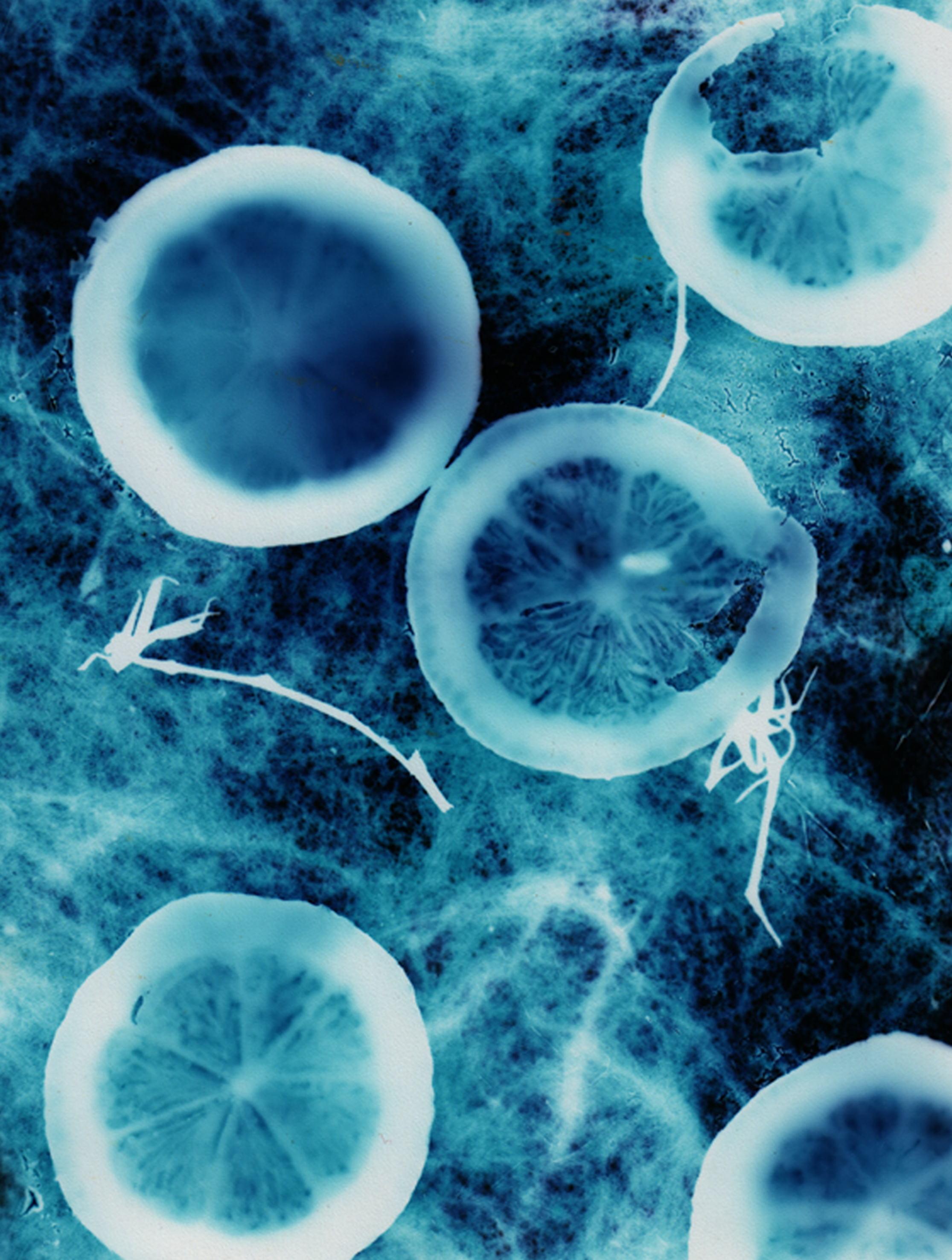
Plasterki cytryny o różnej grubości i łodygi pomidora na celofanie położonym na papierze fotograficznym. Widać też zmarszczki celofanu i krople soku.

Luksografia (łc. lux ‘światło’ + gr. gráphein ‘pisać’) – metoda otrzymywania obrazów przez bezpośrednie naświetlenie materiałów światłoczułych, na które nałożone są przedmioty o różnym stopniu przeźroczystości. Uzyskany w ten sposób fotogram nazywany jest luksogramem.